# 断桥

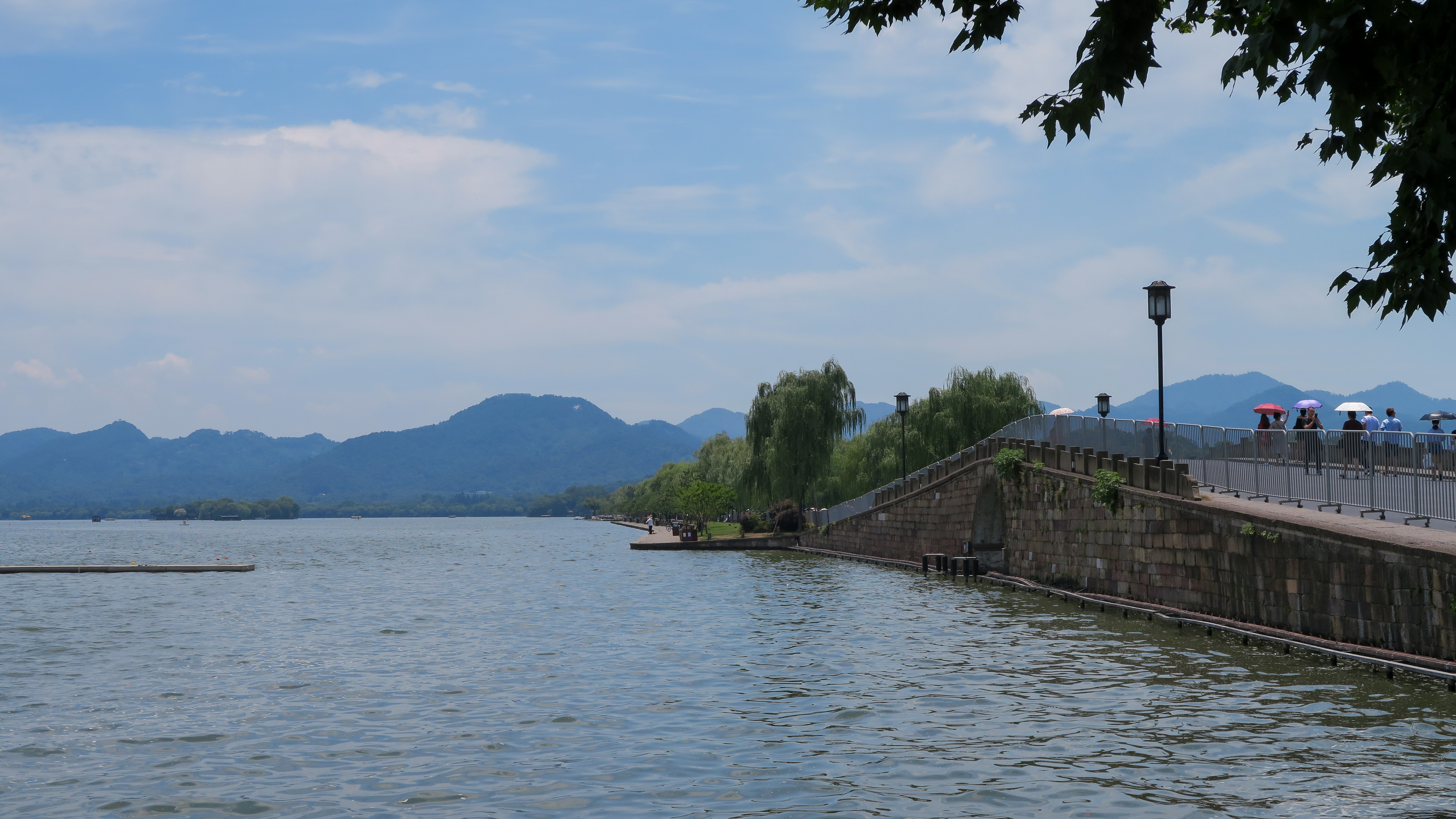
斷橋、白堤

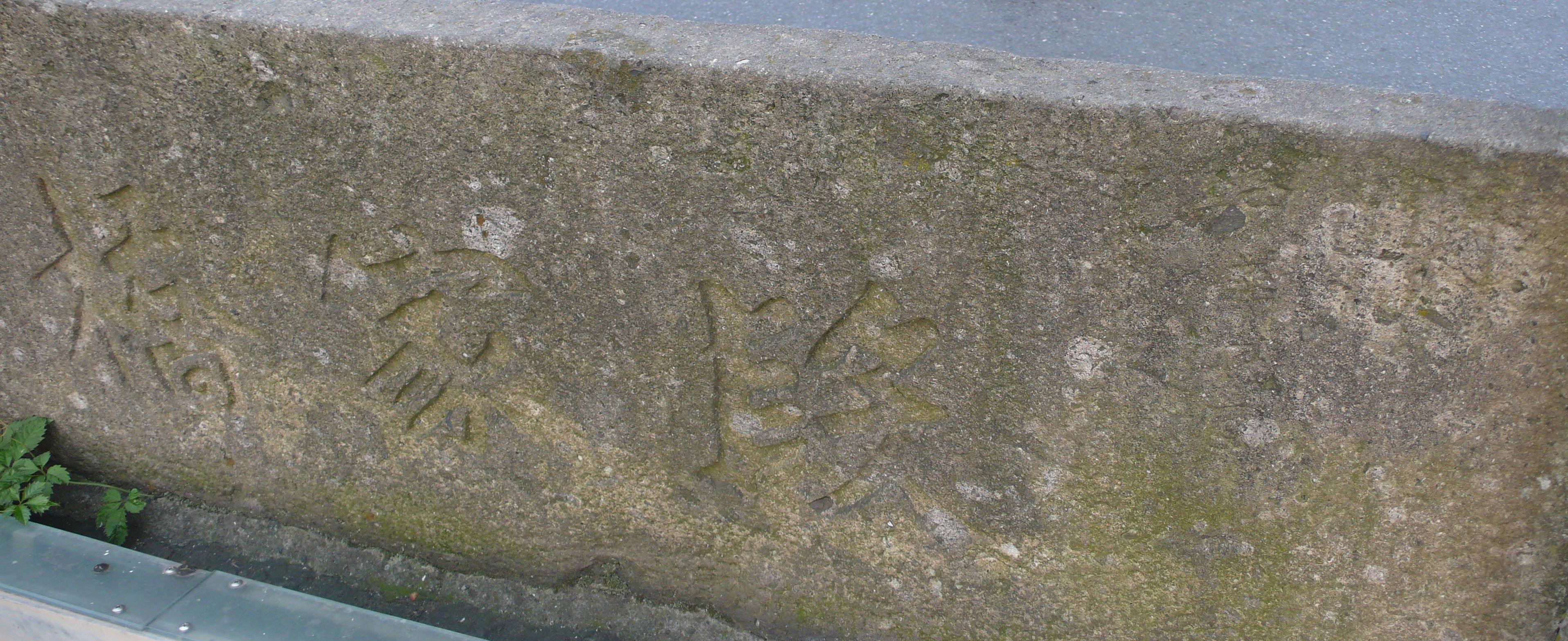
斷橋上段家橋的橋匾

断桥位于杭州西湖白堤东端，一端连着西湖北岸的北山路，一端沿着白堤可通往西湖中的平湖秋月和孤山。南宋时又名宝祐桥，也称段家桥。现时桥梁为1921年重建。桥畔有 “云水光中”水榭和断桥残雪碑亭。断桥残雪作為西湖上著名的景色，其以冬雪时远观桥面若隐若现于湖面而著称，歷來被選為西湖十景之一。
斷橋名稱由來傳說很多，其一是每当瑞雪初霁的時候，站在宝石山上向南眺望，西湖银装素裹，白堤横亘雪柳霜桃。断桥的石桥拱面无遮无拦，冰雪在阳光下消融，而桥的两端还在皑皑白雪的覆盖下。依稀可辨的石桥似隐似现，而橋涵洞中的白雪依然奕奕生光，而與桥面灰褐色形成反差，远望去整個橋似断非断，故称断桥。
在中国民间故事《白蛇传》中，断桥是白娘子和许仙最初邂逅的地方，因此戏剧中又称“断桥相会”。

## 图集
1. ↑  . 杭州市文物遗产与历史建筑保护中心.